# Anarolius setitarsis
Anarolius setitarsis là một loài ruồi trong họ Asilidae. Anarolius setitarsis được Richter miêu tả năm 1963. Loài này phân bố ở vùng Cổ Bắc giới.